# 威廉·L·马西
威廉·勒尼德·马西（英語：William Learned Marcy，1786年12月12日—1857年7月4日），美国政治家，曾任纽约州州长、美国战争部长和美国国务卿。